# Geovani Borges
Geovani Pinheiro Borges (Mazagão, 15 de maio de 1953) é um contabilista, empresário e político brasileiro filiado ao Movimento Democrático Brasileiro (MDB).

## Dados biográficos
Filho de Miguel Pinheiro Borges e Cícera Pinheiro Borges. Iniciou o curso de contabilidade nas Faculdades Integradas do Colégio Moderno (FICOM) em Belém em 1978 concluindo-o anos mais tarde no Centro de Ensino Unificado de Brasília. Eleito vereador em Macapá via ARENA em 1976, chegou a presidir a Câmara Municipal e ingressou no PDS no curso do mandato. Eleito deputado federal em 1982, ausentou-se durante a votação da Emenda Dante de Oliveira e votou em Paulo Maluf no Colégio Eleitoral. Com a vitória da Nova República mudou para o PFL, mas foi derrotado por Raimundo Azevedo Costa na eleição para prefeito de Macapá em 1985. Reeleito deputado federal em 1986, participou da Assembleia Nacional Constituinte responsável pela Constituição de 1988.
Candidato a senador pelo PSC em 1990, ficou em quarto lugar e perdeu a vaga para o seu primo, Jonas Borges. Após essa derrota filiou-se ao PMDB e foi eleito prefeito de Santana em 1992. Derrotado na eleição para deputado federal em 1998 e na eleição para prefeito de Santana em 2000, elegeu-se suplente de senador na chapa de seu irmão, Gilvam Borges, em 2002. Derrotado na eleição para prefeito de Santana em 2008, reelegeu-se suplente de senador em 2010 sendo convocado a exercer o mandato. Novamente candidato a suplente de senador na chapa do irmão via MDB em 2018, foi derrotado.